# 叶榭镇
叶榭镇，是中华人民共和国上海市松江區下辖的一个乡镇级行政单位。面积72.49平方公里。户籍人口4.87万人（2008年）。2017年，叶榭镇下属张泽社区的张泽羊肉被列为区非物质文化遗产。

## 行政区划
叶榭镇下辖以下居委会及村委会：
张泽社区、中原社区、世强社区、同建村、金家村、东石村、兴达村、东勤村、堰泾村、团结村、四村村、井凌桥村、大庙村、马桥村、八字桥村和徐姚村。